# میثاق ۱
میثاق-۱ یک موشک زمین به هوا ایرانی قابل حمل توسط نفر و سیستم هدایت مادون قرمز است. این برنامه (موشک) توسط مجتمع شهید کاکایی در تهران توسعه یافته و گونه‌ای از موشک چینی QW-۱ Vanguard است.

این موشک دوش پرتاب با سیستم جدید موشک میثاق-۲ جایگزین شده‌است.